# 리무쟁
리무쟁(프랑스어: Limousin, 오크어: Lemosin)은 프랑스 남서부에 위치한 레지옹으로 중심 도시는 리모주이며 면적은 16,942km2, 인구는 742,771명(2010년 기준)이다.
북쪽으로는 상트르발드루아르, 동쪽으로는 오베르뉴(현재의 오베르뉴론알프), 남쪽으로는 미디피레네(현재의 옥시타니), 남서쪽으로는 아키텐, 서쪽으로는 푸아투샤랑트와 접한다. 3개 주(오트비엔주, 코레즈주, 크뢰즈주)를 관할한다. 2016년 1월 1일을 기해 시행된 레지옹 개편에 따라 아키텐과 리무쟁, 푸아투샤랑트가 누벨아키텐(옛 이름 아키텐리무쟁푸아투샤랑트)으로 합병되었다.